# 劍號列車
「劍」（日语： Tsurugi */?）現時為一列由西日本旅客鐵道（JR西日本）所經營的新幹線列車車種，行駛於富山站～敦賀站間的北陸新幹線內，屬通勤型區間列車，大部分班次停靠富山与敦贺之间沿途各站，少部分班次停車站只有富山、新高岡、金澤、福井、敦贺五個車站，以填補原來於北陸本線上行走的特急列車班次。對應的標示顏色為藍色（■），與東海道新幹線、山陽新幹線上的「回聲」相對應。
按發佈的固定時間表上，劍號是班次最多的列車，每天對開27.5個來回；但由於每季都會加入不同的臨時列車，這時劍號的班次便有機會被「白鷹號」追過。
除了新幹線列車，在來線也曾於1961年至1994年採用過相同的列車名稱，行駛大阪～新潟間的夜行準急、特急及寢台列車，列車名「劍號」取名自北陸本線沿線的立山連峰的劍岳。惟本條目現只集中敍述新幹線列車部份。

## 概要
劍號是因應2015年3月14日北陸新幹線延伸開業至金澤而所設定的穿梭列車，用以接替原來行駛於在來線道上的「雷鳥」、「白鷺」、早安特快、晚安特快等特急班次，由於涉及的班次十分多，而且高岡站也是過往在來線特急的全停車站，因此造就了劍號的班次也相對較多。2024年3月16日，随着北陆新干线延伸至敦贺，剑号列车也相应做出延长，增加班次并在敦贺站与雷鸟、白鹭号特急列车换乘。

## 名稱由來
列車名以公開募名的形式進行，最後「劍」在公開提名票數中排名第4而獲選，選用的理由是「長久以來都是連接北陸及關西地區的列車名稱，關係深遠且非常熟識」。
至於行走北陸新幹線的其他列車名稱，最高票數的「白鷹」成為了北陸地區各停的列車；最快速的「光輝」得第5位、至於原用「淺間」這個名稱的則排第7位。

## 運行區間
2024年3月16日金泽站～敦贺站开通后，富山站～敦贺站每日开行19个往返班次，金泽站～敦贺站7.5个往返班次，富山站～金泽站1个往返班次。此外，金泽站～敦贺站開業前，編號為7xx號；目前則編為1~50、60~64號。
富山站～敦贺站之间的18趟、金泽站～敦贺站之间的7趟往返将在敦贺站换乘特急雷鸟号，其中15趟还可换乘特急白鹭号。
金泽站至敦贺站之间的速達列车，途中仅停靠福井站，每日共开行9个往返班次，其中5班往返富山站，4班往返金泽站，均不銜接敦贺站的白鹭号列車，仅銜接“雷鸟”。其余16趟往返均为各站停车。
与在來線特急銜接的列车号为1～50号，不銜接的列车号为60～64号。

### 停車站
富山站 - 新高岡站 - 金泽站 -（小松站）-（加賀温泉站）-（芦原温泉站）- 福井站 -（越前武生站）- 敦賀站
- 仅部分列车停靠括号内车站。

| 列車編號    | 運行數目           | 富山站 | 新高岡站 | 金澤站 | 備註 |
| ----------- | ------------------ | ------ | -------- | ------ | ---- |
| 700 - 735號 | 下行18列／上行18列 | ●      | ●        | ●      |      |

| 運行數目             | 敦賀站 | 越前武生站 | 福井站 | 芦原温泉站 | 加賀温泉站 | 小松站 | 金泽站 | 新高岡站 | 富山站 | 备注                       |
| -------------------- | ------ | ---------- | ------ | ---------- | ---------- | ------ | ------ | -------- | ------ | -------------------------- |
| 13＋1对往返          | ●      | ●          | ●      | ●          | ●          | ●      | ●      | ●        | ●      | 61号、62号不能接驳特急列车 |
| 3对往返＋上行列车1趟 | ●      | ●          | ●      | ●          | ●          | ●      | ●      |          |        | 64号不能接驳特急列车       |
| 5对往返              | ●      | ー         | ●      | ー         | ー         | ー     | ●      | ●        | ●      |                            |
| 4对往返              | ●      | ー         | ●      | ー         | ー         | ー     | ●      |          |        |                            |
| 1对往返              |        |            |        |            |            |        | ●      | ●        | ●      | 不能接驳特急列车           |

### 使用車輛、編成
與「白鷹」相同，採用E7系・W7系12輛編成的列車行駛（JR東日本：F編成，由長野新幹線車輛中心所管轄；JR西日本：W編成，由白山綜合車輛所所管轄），座位編排上亦相同。金澤～敦賀區間開業前，部分普通車（8～10號）及特等車廂（Gran Class）並不開放使用。目前，1至2號車為普通車自由席、3至10號車為普通車指定席、11號車為綠色車廂、12號車為特等車廂（Gran Class）；不過，要是該列車無法銜接在來線特急，3號車與4號車會作為自由席營運。
另外，全程行車路段都位處JR西日本的範圍內，但JR東日本亦會派車行駛劍號，並由JR西日本派遣駕駛員及車掌。

## 歷史
- 2013年10月10日：JR東日本、JR西日本共同發表北陸新幹線長野站～金澤站開業時的列車名稱，富山～金澤間穿梭列車稱為「劍」（つるぎ）[3][4]。
- 2015年3月14日：北陸新幹線長野～金澤開業，「劍」在停用21年後重新使用，並昇格為新幹線列車。[8][9]。
- 2024年3月16日：北陸新幹線金澤～敦贺开业，运行区间变更为富山～敦贺，首次加入了部分停站快车。

## 外部連結
- 西日本旅客鐵道
  - 劍號介紹（页面存档备份，存于），西日本旅客鐵道